# Lente de aproximación
Las lentes de aproximación son un tipo de filtro fotográfico que, añadido al final de nuestro objetivo, hacen una función de lupa ampliando la imagen. Transforman el objetivo en un macro objetivo, haciendo una ampliación de la imagen que podemos ver a través del objetivo.

## Funcionamiento y ventajas
Se tiene que acoplar la lente al objetivo de la cámara, no es necesario sustituir el objetivo o desmontarlo, puesto que se coloca encima de este. Otra facilidad que proporciona es su poco peso, que permite transportarla sin ningún tipo de problema. No provoca una reducción de la cantidad de luz que llega al sensor de la cámara, esto significa que no necesariamente se tienen que utilizar exposiciones más largas para poder realizar las fotografías. Son una opción mucho más económica que los objetivos macro.
Es importante tener en cuenta una serie de parámetros a la hora de adquirir una lente de aproximación, como por ejemplo el tamaño del diámetro del objetivo donde la queremos incorporar. También hay que considerar que cuanto más valor de dioptrías, más aumento pero también más distorsión de la imagen.

## Inconvenientes
El inconveniente más importante es la pérdida de calidad de la imagen, en determinadas imágenes solo el centro se capta con nitidez y las esquinas se pierden. Además, si queremos ganar nitidez, hay que cerrar bastante el diafragma.